# Cladonia krempelhuberi
Cladonia krempelhuberi är en lavart som först beskrevs av Vain., och fick sitt nu gällande namn av Alexander Zahlbruckner. Cladonia krempelhuberi ingår i släktet Cladonia och familjen Cladoniaceae.   Inga underarter finns listade i Catalogue of Life.